# Береснєв Олександр Васильович
Береснєв Олександр Васильович (29 серпня 1929, с. Пінігіно, Тюменська область — 1 травня 2011, м. Харків), лікар-хірург, доктор медичних наук (1971), професор (1972), заступник директора з науки Харківського НДІ загальної та невідкладної хірургії (1970—1976), завідувач кафедри загальної хірургії № 2 Харківського медичного інституту (1976—1996), лауреат Державної премії України (2008).

## Біографія
Береснєв Олександр Васильович народився 29 серпня 1929 року в селі Пінігіно Тюменської області. Навчався у Новосибірському інституті дорожнього транспорту (1946—1947), Омському медичному інституті (1947—1952), закінчив Куйбишевський медичний інститут (1953). Служив у лавах Радянської армії лікарем полку (1953—1956).
З 1956 до 1976 рік працював асистентом кафедри загальної хірургії Харківського медичного інституту.
У 1969 році захистив дисертаційну роботу за темою «Влияние некоторых оперативных вмешательств на функцию и регенерацию нормальной и патологически измененной печени».
За керівництва Береснєва О. В. Харківським НДІ загальної та невідкладної хірургії було створено перше в Харкові відділення гострих шлунково-кишкових кровотеч.
З 1976 до 1996 року науковець обіймає посаду завідувача кафедри загальної хірургії № 2 Харківського медичного університету. За цей час основними напрямами роботи кафедри стають хірургія ускладнень цирозу печінки (основні положення розробки цієї проблеми викладено у його монографії «Хирургическое лечение и профилактика осложнений цирроза печени» (1988)), хірургія механічної жовтяниці, застосування еферентних методів детоксикації у хірургічних хворих — гемосорбції, плазмаферезу, донорських органів.
У 1982 році на базі кафедри було проведено І Всесоюзну конференцію з гемосорбції та імунокорекції. Того ж року при кафедрі під керівництвом професора Береснєва відкрито наукову лабораторію «Гемосорбція».
У 2008 році професор Береснєв у складі колектива авторів став лауреатом Державної премії України у галузі науки та техніки, за цикл робіт «Розробка та впровадження сучасних методів хірургічного лікування та профілактики ускладнень цирозу печінки та захворювань ворітної вени».

## Наукова діяльність
Професор глибоко вивчав проблему регенерації печінки після хірургічних втручань: резекція, спленектомія, періартеріальна невректомія загальної печінкової артерії, накладання дистального спленоренального анастомозу; використання лазеру в хірургії. Один з перших застосував метод екстракорпорального ультрафіолетового опромінення аутокрові у хірургічних хворих; запровадив у практику метод гемосорбції при печінкової недостатності; запропонував оригінальну методику визначення ступеня печінкової недостатності; патогенетично обгрунтував схему лікування хронічних захворювань печінки з використанням екстракорпоральних методів детоксикації, яка включає поєднання дискретного плазмаферезу та екстракорпорального ультрафіолетового опромінення крові. Підсумки цих досліджень викладені в монографії «Сорбционные методы лечения печеночной недостаточности» (1984). У співавторстві написано монографію «Функциональное состояние почек при острой патологии органов брюшной полости» (1985), де розглянуто методи діагностики та лікування недостатності функції нирок при гострій хірургічній патології. Науковцем було розроблено класифікацію цирозів печінки, встановлені критерії ефективності та визначені нові способи хірургічного лікування хронічних гепатитів і цирозів печінки, всі вони захищені авторським свідоцтвом та мають відповідні патенти.
О. В. Береснєв є автором понад 400 наукових праць, серед них монографії (5), авторські свідоцтва та патенти (19), методичні рекомендації (12), навчальний посібник.
Під керівництвом О. В. Береснєва на кафедрі підготовлено 22 кандидати та два доктори медичних наук.